# Pessines

Pessines este o comună în departamentul Charente-Maritime, Franța. În 2009 avea o populație de 769 de locuitori.